# Тарталя
Тарталя (на италиански: Tartaglia) е персонаж от италианската комедия дел арте. Представител е на южния (неаполитанския) квартет заедно с Ковело, Скарамуш и Пулчинела. Маската на Тарталя се появява в Неапол през 1610 година. Тарталя е испанец, който говори зле италиански. Той е чиновник на държавна служба, може да бъде аптекар, съдия, полицай. Носи огромни очила, шапка и стилизиран костюм. Той е старец с голям корем, който заеква.
Най-голяма популярност тази маска постига през XVII век.